# フランソワ・ケネー
フランソワ・ケネー（François Quesnay、1694年6月4日 - 1774年12月16日）は、フランスの医師・重農主義(フィジオクラシー)の経済学者。 1758年に、重農主義の考え方の基礎を提供した"Tableau économique"（『経済表』）を出版したことで知られる。これは、分析的手法で経済活動についての説明を試みる、恐らくは最初の活動であり、経済思想への最初の重要な貢献の1つと見ることができる。
1718年外科医となり、1749年からは宮廷医師としてヴェルサイユ宮殿で暮らした。1752年貴族に列せられるが、50歳代で経済学の研究を志し、土地所有者の資金を農業に投入し、その生産力を高めることが重要であるという観点から『経済表』を発表し、重農主義経済学の祖と仰がれた。ケネーの経済表のアプローチは、マルクスの再生産表式、ワルラスの一般均衡理論、ケインズの有効需要の原理、レオンチェフの産業連関表、ミルトン・フリードマンとアンナ・シュワルツの貨幣供給理論に受け継がれた。

## 生涯
ケネーはパリ近郊、今日のウール県にあるメレの農家に生まれた。16歳で外科医に弟子入りすると間もなくパリへ行き、そこで内科と外科を学んで外科医長の資格を得ると、マントで開業した。1737年にフランソワ・ジゴ・ド・ラ・ペロニーにより設立された外科アカデミーの終身事務局長に任命され、国王の常勤外科医となった。1744年に薬学博士の免状を得た。彼は国王の常勤内科医となり、その後1749年にルイ15世の寵姫ポンパドゥール夫人の侍医となって、ヴェルサイユ宮殿で暮らした。彼の部屋は中二階にあり、「中二階の会」（Réunions de l'entresol）はその名を取ったものである。ルイ15世はケネーをとても尊敬し、ケネーを自分の思想家と呼んでいたものである。ケネーを貴族に叙したとき、国王はケネーの腕に3本のパンジー（フランス語で思想を意味するパンセ（pensée）からの派生）を、ラテン語の標語である"Propter ex cogitationem mentis"を添えて与えた。
その後ケネーは、主に経済学の研究に専念したが、1756年『百科全書』第6巻に「明証性(Évidence)」「定額小作農(Fermiers)」の2つの記事を執筆した頃から、周囲に、後に重農主義と呼ばれる学派が形成されていった。このなかで、ケネーに最初に帰依した人物として知られるのはミラボー侯爵である。彼は、ケネーと並行して経済問題に高い関心をもっていたヴァンサン・ド・グルネーをケネーに引き合わせた。テュルゴーなど、グルネーの信奉者たちは、1759年のグルネー没後にケネーの学派に加わった。
1758年末、ケネーは、ポンパドゥール夫人の援助で、彼の考えを図示しそれに簡単な注意(説明)をつけた冊子を『経済表』として発表した(原表)。この豪華な版は、1758年に国王直接の監督下にあったヴェルサイユ宮殿で印刷され、その数枚は国王の手で手刷りされたと言われている。しかしこれは小部数しか印刷されなかったため、1767年にはすでに流通から消えてしまった。またケネーはこの初版を改訂して、翌年、2度再版したが、これらも部数が少なく、それほどは出回らなかった。これを広く知られるようにしたのはミラボーである。
しかしこの前後から、ケネーの支持者はさらに増えていった。ニコラ・ボードー、ギョーム＝フランソワ・ル・トローヌ（『社会秩序』(1777年)の著者）、アンドレ・モルレ（小麦粉戦争の間、穀物取引の自由についてフェルディナンド・ガリアーニと交わした論争で知られる）、ル・メルシエ・ド・ラ・リヴィエール、デュ・ポン・ド・ヌムールらである。彼らによって、『経済表』の重要性が広まっていった。
また1764年から1766年にアダム・スミスが第3代バクルー公爵ヘンリー・スコットの家庭教師として大陸を旅行し、1765年10月から1766年10月にかけてパリに滞在した際、ケネーやその信奉者達はスミスと面識を持った。スミスはケネー没後に出版した『諸国民の富』のなかでケネーらの科学的応対に高い敬意を払った。
ケネーは1774年12月16日に死去したが、穀物取引の自由化などの政策は、同年8月に財務総監となったテュルゴーによって実現された。
ケネーは1718年に結婚して、息子と娘がいた。前者による孫息子は最初の立法議会のメンバーとなった。

## 業績

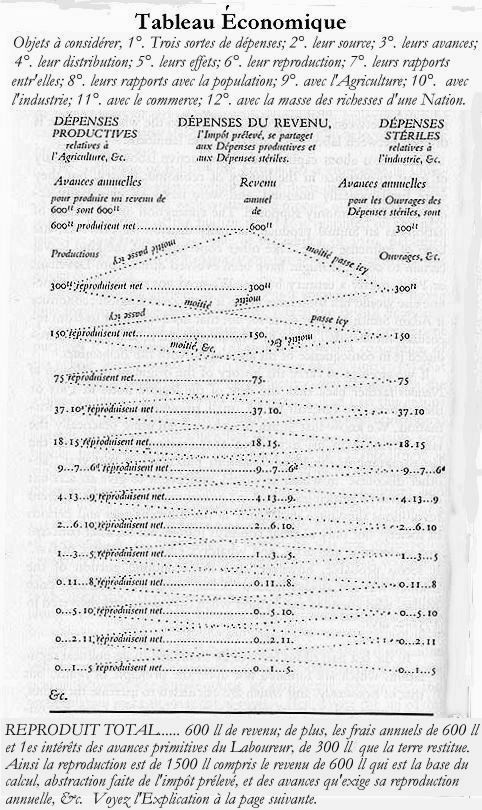
経済表

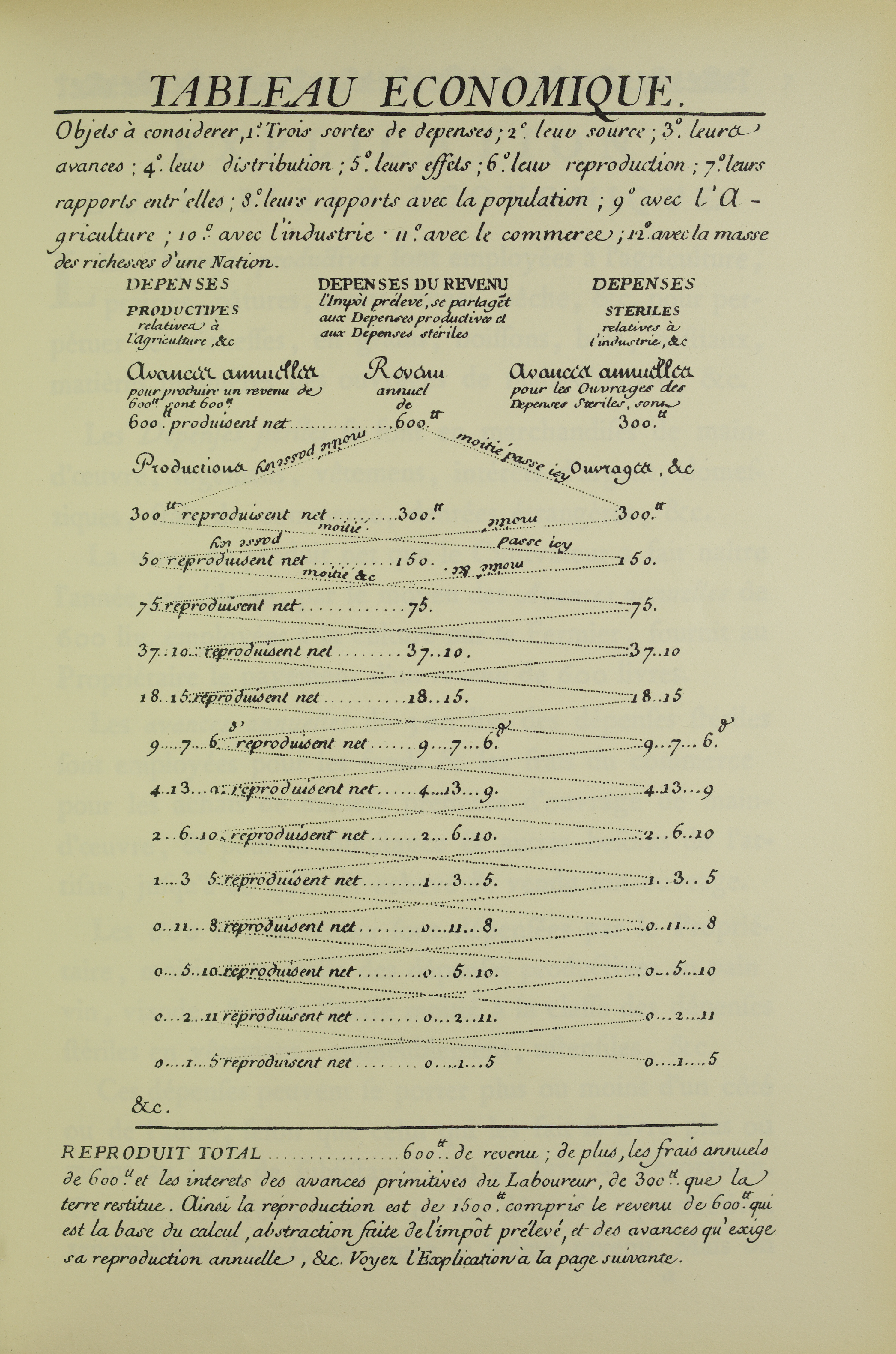
Tableau economique, 1965

ケネーが彼の体系について著述した主な著作は次の通りである。ディドロとダランベールが編集した『百科全書』（1756年、1757年）の、「定額小作農」と「穀物」に関する2つの記事。『農業王国の経済的政府の一般的方針』（1758年）、そして同時に出版された『経済表とその説明、またはシュリによる国王の経済の要約』（有名な標語、「貧しい農民は貧しい王国。貧しい王国は貧しい国王。」とともに）、そしてデュ・ポン・ド・ヌムールが編集していた『農業・商業・財政雑誌』に寄稿した「自然法論」「商業についての対話」「職人の労働についての対話」。
『経済表』はその無味乾燥さと抽象的形態のため、世間一般の支持はほとんど得られなかったが、学派の主要な宣言書とみなせるかもしれない。それはケネーの信奉者によって、人類の知恵による主要な生産物に列し得ると考えられた。アダム・スミスに引用されたところでは、文字と貨幣と並ぶ、国家社会の安定に最も寄与した3つの偉大な発明品の1つであると大ミラボーが述べている。
その目的は、完全に自由な状態において、富の唯一の源泉である農業の成果が社会の複数の階級（土地所有者および耕作者からなる生産階級、そして職人と商人を含む不生産階級）に分配される方法をある定式によって示すこと、そして他の定式によって、政府による束縛と規制のシステム(=重商主義)の下での分配方法を、自然の秩序の妨害の程度に応じて社会全体にもたらされる悪い結果で描くことである。ケネーの理論的な観点によれば、実践的なエコノミストと政治家が配慮してしかるべきことは、純生産物の増加ということになる。そして彼はまた、まったく同じ背景からではないが、後にスミスが断じたように、地主の利害は厳密かつ堅固に社会の一般的利害に関連していると推論する。
井上泰夫によれば、「経済表はフランス絶対王政の行き詰まりを打開するための理論的柱である点で、この時代に固有のフランス社会経済に直接関わっていると同時に、他方では、市場経済・資本主義経済の年々の再生産がどう進行するか、という普遍的な理論的問題を投げかけている」。このため『経済表』は、19世紀半ばに、マルクスに『資本論』第II巻の回転・循環過程分析で「再生産表式」を結実させた。また20世紀半ばに、レオンチェフがアメリカ経済の経済表を書くべく、「産業関連表」を作成した。このように、ケネーの『経済表』は長期にわたって理論的に継承され続けている。

## 型破りな歴史観
ケネーの経済理論の記述は通常、今日の主流である新古典派理論の観点から読まれるテキストに基づいている。同時代の古典派経済理論の歴史的背景と観点の中で理解すると、これらのテキストは異なった内容を明らかにする。ケネーの考えは1628年にウィリアム・ハーヴェイによって再発見された血液の体系的循環で形成されている。ケネーは解剖学の銅板を刻むことで勉学の資金を調達していたため、彼は内科医が何について話しているかを理解していた。当時内科医はガレノスに従って瀉血を説明した。感染は、感染から離れた適切な場所の血圧を下げることにより回復することができる。ケネーはチューブのシステムを用いて、圧力を減少させるためには場所が無関係であることを実演した。外科医により提出されたこの証拠は、内科医の社会的地位を全く低下させ、内科医たちをいらだたせた。しかし、それは1749年にポンパドゥール夫人のかかりつけの内科医になった国家外科医のケネーに名声を与えた。
この論争は些細なものではなかった。それは医学のパラダイムの衝突だった。瀉血は、ガレノス（紀元前129年 - 紀元前200年）によって推奨された。彼の理論は千年以上にわたって西洋医学を支配したが、西欧医師達が触れることができる彼の本来のテキストは、唯一ルネサンス初期のギリシア語からラテン語への翻訳のみとなった。ガレノスによれば、血液には心臓から血液が消費される器官までの一方的な流れがある。ケネーの主張はウィリアム・ハーヴェイ（1578-1657）によって1628年に再発見された血液の体系的循環に基づいていたが、この説は1661年にマルピーギが毛細血管を発見したときに唯一決定的なものになった。そのためケネーの主張では、ガレノスの体系では理解できないが、血液が再生されたと推測した。それは耳が聞こえない者同士の議論だった。しかし、経済理論には興味深い類推がある。ガレノスによれば、心臓から出る動脈血と肝臓から出る静脈血はすべての器官によって消費されるが、ハーヴェイによれば、血液は再生される。同様に新古典派経済学によれば、商品には個人の効用を生産することで破壊されるための一方的な流れがあるが、古典派経済学によれば、少なくとも「生産的」な労働の出力は次の経済循環の入力となる。
ケネーの経済学への興味は、フランスが財政破綻に直面したことを突きつけられた1750年頃に生じた。肺の役割がまだ理解されなかったとき、彼は商品の経済循環が肺循環を省いた血液循環と同様であると考えた。ラヴォアジエの酸素に関する実験は、少し後で始まった。ケネーは心臓が器官のために特別な重要性を持っているのと同様に、農業が社会と経済の制度に特別な重要性を持っていると考えた。
歴史的に、フランス国王は貴族達に対して弱い位置にあった。彼の独立性を高めるため、国王は貴族達が宮廷にいて贅沢さを互いに競うことを強制し、彼等の資産を軽視することで、貴族達を疲弊させた。ヴェルサイユ宮殿はこの伝統で造られた。人口の0.5%（ゲルマン征服者とキリスト教会から伝わる高い威厳を誇り、貴族と暮らす）が国の純所得のほとんどを受領していた。そのため、職人と工業的サービスへの需要のほとんど全部が、循環的な経済の流れに全く入力しない社会的部門から来ていた。そして、もし貴族と聖職者が経済の再生産と無関係であったとすれば、そのために働いている者は、職人だった。
アダム・スミスからジョン・スチュアート・ミルまでの古典派経済学は、「非生産的労働」に関するケネーの議論を、その中心的主張と捉えた。彼の『経済表』の中でケネーは、地主階級（貴族と僧職）は農業と工業のサービスを得るが、土地を農民に賃貸することは別として何も生産することなく、職人は自分が生産したものと同じだけのものを農業と他の職人に支払い、唯一農民だけが、生産費を補充し、地主階級と職人達に供給した後で純利益を保有したことを示している。
無論ケネーは、地主階級とそれらのために働くすべてが寄生体であったと公然と表明することはできなかった。彼は、彼が守ろうとした体制を批判することはできなかった。同じことを言う政治的に正しい方法は、職人と製造業者を「不生産階級」と表明することだった。そのためケネーは、職人と農民の仕事の間には違いがあると断言する。工業製品の価格は、再生産の費用で決定する。競争は高目の価格をこの「自然な」基準に平準化するだろう。農産物価格は再生産の価格を超えているので、他の部門が単に再生産的であるのに対し、唯一農業だけが富を生産する。増加する農産物供給が価格を下げない理由の1つは、無制限に近い需要である。
- 「原材料の結合を経た増加および1世代でのこの種の増加の前から存在した物への消費の拡大と、再生された富の更新と真の成長によって形作られる富の創造とは、区別しなければならない。」[14]

ケネーによる農業と工業の価格の区別は、これらの部門のイギリスの非常に異なった区別により理解できる。デヴィッド・リカードは、より少ない生産性の高い土地が耕されるため、農業生産の増加は物価を上昇させると説明している。しかし工業製品の増産は、1つ当たりの生産費を下げ、それにより価格を引き下げるだろう。ケネーにとって、これはもう一つの循環路と、歴史的に全く正しい。
市場の拡大が生産の増加と単価の減少を引き起こすというアダム・スミスの有名な主張は、労働力の分割の深化と誘発される発明により、大量生産にのみ言及している。しかし、フランスの職人には、オーダーメイドの生産があった。通常、高級品の生産は規模の経済を全く提供しない。ケネーは経済循環について議論するため、アダム・スミスをパリで指導し、スミスはケネーが亡くなる前に『諸国民の富』をケネーに捧げようとした。しかし富の分配に明らかに影響する、イギリスと非常に異なったフランスの状況に対する彼らの特別な関係のため、スミスでさえもいくつかの重農主義の考えは理解できなかった。
中国の発明品を採用した農業革命によって、イギリスの産業革命は先行した。--無論受け入れられている訳ではないが。イギリスの系列に続いて、フランス北部で既に資本主義的農業の例が見られた。フランス全体に対してイギリスモデルを採用することは、将来の工業開発の前提条件として、生産性の高まりを約束した。フランスの未来は農業開発の中にあり、現在の産業構造の拡大の中には無いというケネーの主張は、等しくない分析的なマスターピースである。
工業製品のためのこの将来の資本主義的農業に対する需要は、フランス工業に新しい市場を提供する。この市場が供給されると、出力が次の経済循環の入力となるため、フランスの工業と貿易は「生産的に」なるだろう。そしてこの工業生産は「費用逓減」を示すだろう。それゆえ工業と工芸を「不産階級」と呼ぶことは一般的には誤りだが、この歴史的状況においてのみ正しいと言えよう。
「財務総監」のテュルゴーとともに、1774年に重農主義プログラムの第一歩が実施された。しかし多くの名士やグループが先の財政的混乱から自分達の利益を上げたことで、テュルゴーの改革に対する抵抗が噴出した。フランスにおける穀物の関税を廃止することで、固定額を国王に支払ってその3倍以上を集めていた多くの貴族の税収者達に打撃を与えた。1774年の不作は小麦価格を上昇させた。そして税収者達は、自由貿易で今や国王までもが小麦粉投機で利益を得ているという噂を広めた。人々はヴェルサイユの宮門へ行進した。1776年にテュルゴーが、すべての特権を廃止するための第一歩として農村の賦役と都市のギルドを撤廃するよう提案したとき、国王は彼の敵に同調し、テュルゴーの辞職を求めた。彼の敵のジャック・ネッケルが財務長官になり、ネッケル夫人が主宰していたパリ市民のサロンではすぐに、重農主義的考えはすべての重要性を失った。フランスの負債とアメリカ独立革命へのフランスの関与に資金を供給するために増税することよりむしろ、さらに多くの借金がフランス革命への道を開いた。

## 中国の影響
中国の思想と概念がケネーに与えた影響を忘れるべきではない。生前彼はヨーロッパの孔子として知られていた。レッセフェールの教義とその名前さえもが中国の無為の概念に啓発されたものかもしれない。

## 作品の邦訳
- 『経済表』(平田清明・井上泰夫訳、岩波書店<岩波文庫>、2013年) ISBN 978-4-00-341021-9
- ケネー全集、有斐閣、第1巻は伝記的文献已、第2巻 小作人論、穀物論-「百科全書」所載の論稿 人口・農業・商業に関する重要なる質問、経済表の分析、第3巻 農業王国の経済的統治の一般準則、準則に関する註釈、「農業・商業・財政評論」(1765-66)抜萃 自然権 他10篇
- 『地代論』(高畠素之、安倍浩訳、而立社、経済学説体系第四中、1924年)
- 『商業と農業』(堀新一訳、有斐閣、1937年)
- 支那論(勝谷在登 訳、白揚社、支那研究古典叢刊第1冊、1940年)
- 『「経済表」以前の諸論稿」 内容「自由論」「明証論」「借地農論」「穀物論」「人間論」「租税論」「金利に関する考察 」』 (古典経済学叢書 坂田太郎 訳、春秋社、 1950)

## 著作集および参考文献
彼の経済学上の著作は、19世紀中ごろに、ユジェーヌ・デールによる序文と注釈をつけて、パリのギョーマン社から発行された『主要経済学者』の第2巻に集められた。また彼の『経済学と哲学の著作集』は、アウグスト・オンケンの序論と注釈をつけて集められた（フランクフルト、1888）。『経済表』の元の原稿からのファクシミリ復刻は、イギリス経済協会から発行された（ロンドン、1895）。彼の他の著作は、『百科全書』の「明証性」という記事と、1773年の『幾何学の新しい要素の草案』を伴った『幾何学的真実の証拠の探究』であった。グランジャン・ド・フシーによるケネーの追悼文は、科学アカデミーの紀要に掲載された（アカデミーの選集、1774年、134頁参照）。またF.J.マルモンテルの『回想録』、デュ・オセ夫人の『回想録』、H.ヒッグズの『重農主義』（ロンドン、1897）を参照のこと。
- 『Memoires de Madame du Hausset』(ニコル・デュ・オセ著、Baudouin Freres、1824年) リプリント版(Hachette Livre) ISBN 9782012587144
- 『Quesnay et la Phisiocratie』(Yves Guiyot、1896年) 新版(Institut Coppet、2014年) ISBN 9781502973757
- 『Vincent de Gournay』(ギュスターヴ・シェル著、Guillaumin et cie、1897年) リプリント版(Forgotten Books) ISBN 978-0-259-87026-5
- 『創設者の経済学　ペティー・カンティロン・ケネー研究』(渡辺輝雄著、未来社、1961年)
- 『F・ケーネー　生涯と思想』(関未代策著、文雅堂銀行研究社、1973年)
- 『フランス政治経済学の生成　経済・政治・財政の諸範疇をめぐって』（木崎喜代治著、未来社、1976年）
- Hobson, John M. (2004), The Eastern Origins of Western Civilization, Cambridge University Press, ISBN 0521547245